# 浜黒崎仮停車場
浜黒崎仮停車場（はまくろさきかりていしゃじょう）は、かつて富山県上新川郡浜黒崎村（現・富山市）にあった、国有鉄道北陸本線（現・あいの風とやま鉄道あいの風とやま鉄道線）の仮停車場（廃駅）である。浜黒崎仮駅（はまくろさきかりえき）、浜黒崎駅（はまくろさきえき）とも呼称され、毎年6月より9月半ばまで開設された。
当仮停車場の所在地は、現在の富山県道171号浜黒崎宮町線とあいの風とやま鉄道線の交叉地点である中井踏切の北東方面であったとされる。

## 歴史

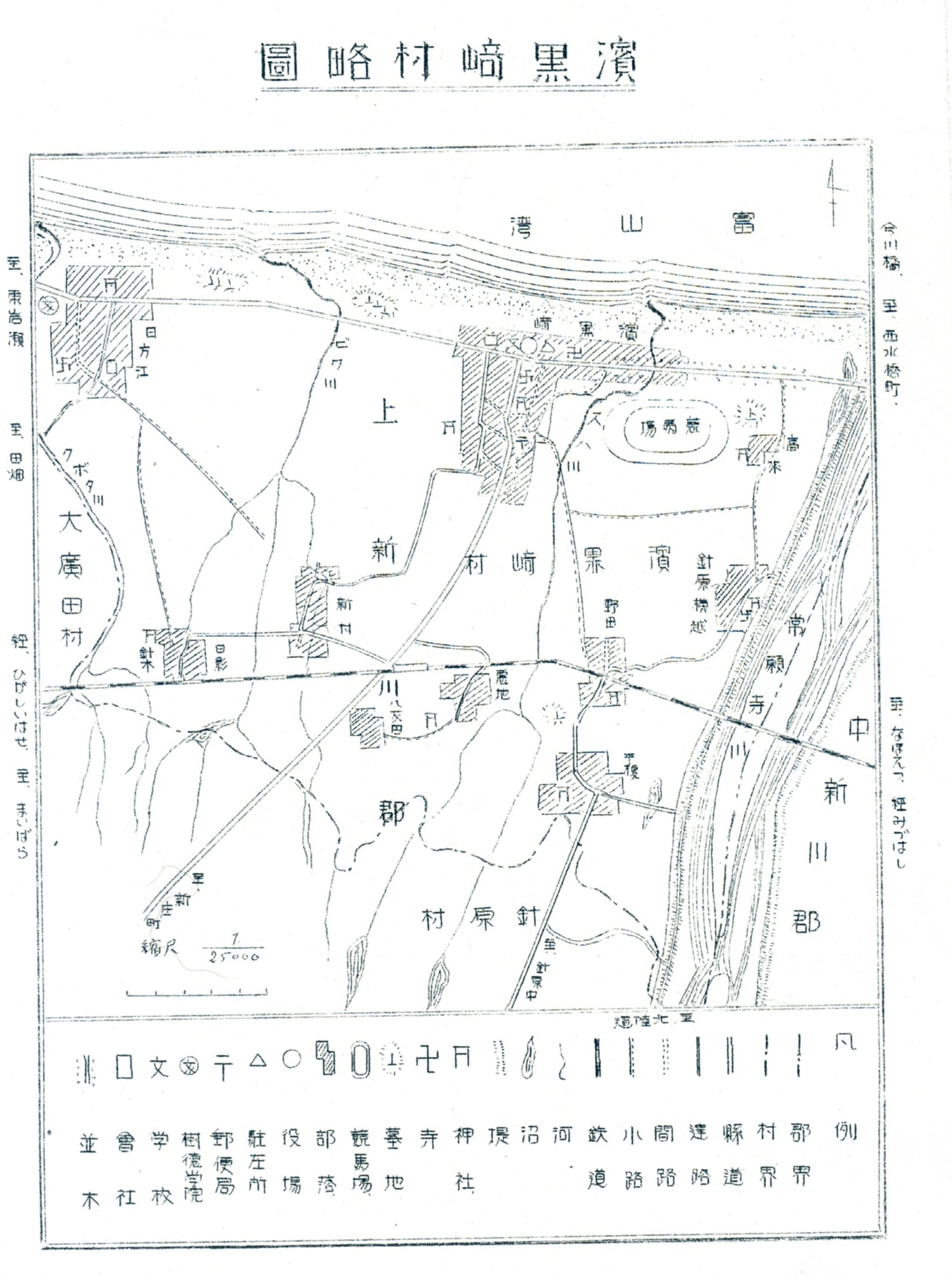
当駅の位置を示す地図

当仮停車場は浜黒崎海水浴場に向かう人々に便宜を図るために設置された。仮停車場とは恒久的な営業乃至通年営業を目的とせず、且つ営業キロが設定される駅をいう名称であり、1969年（昭和44年）10月1日に営業キロを設定しない仮乗降場と共に臨時乗降場へ種別統合されるまで存在した停車場の一種であった。

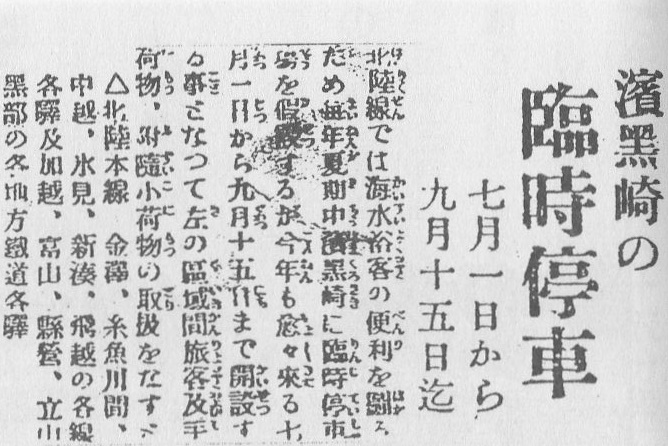
北陸本線浜黒崎仮停車場の夏季開設を行う旨を伝える新聞記事

1932年（昭和7年）7月15日に浜黒崎村に富山競馬場が開設されると、河合自動車商会が運賃10銭の乗合自動車を当駅から競馬場まで運行するようになり、競馬場へのアクセス駅としても機能した。この富山競馬場を巡っては、富岩鉄道が岩瀬港駅より発動機船によって曳航するだるま船を出し、富山電鉄バスが西町より直通するバスを運転し、寺田駅 - 水橋駅間の路線バスを延長運転するなど、各交通事業者による集客合戦が繰り広げられた。こうした集客合戦は1939年（昭和14年）の富山競馬場最後の営業まで続けられたといわれる。

### 年表
- 1926年（大正15年）7月3日：富山県上新川郡浜黒崎村大字悪地に開業する[10]。旅客、手荷物及び旅客附随小荷物の取扱を行う[10]。同告示に「停車場ノ開閉期日及取扱区間ハ関係停車場ニ之ヲ掲示ス」とある如く[10]、当仮停車場は常設の停車場ではなく、夏季のみ海水浴客のために開設される臨時駅であった[2]。
- 1942年（昭和17年）4月1日：営業範囲を改正し、旅客附随小荷物の取扱を廃し、配達の取扱を行わない駅となる[11]。
- 1948年（昭和23年）8月30日：廃止[12]。

## 駅構造
単式ホーム1面1線であり、屋根はなく全長70メートル前後、幅は5メートルの地上駅であった。

## 利用状況
| 年度       | 乗車数（人） | 降車数（人） |
| ---------- | ------------ | ------------ |
| 昭和元年度 | 3,639        | 3,388        |
| 昭和2年度  | 5,006        | 4,859        |
| 昭和3年度  | 5,409        | 4,978        |
| 昭和4年度  | 6,508        | 5,975        |
| 昭和5年度  | 5,623        | 4,983        |
| 昭和6年度  | 5,892        | 5,690        |
| 昭和7年度  | 6,762        | 6,859        |
| 昭和8年度  | 4,660        | 4,607        |
| 昭和9年度  | 5,568        | 5,444        |
| 昭和10年度 | 5,239        | 4,831        |
| 昭和11年度 | 5,016        | 4,362        |
| 昭和12年度 | 3,854        | 2,987        |

## 隣の駅
運輸省
北陸本線
東岩瀬駅 - 浜黒崎仮停車場 - 水橋駅